# Ferrocarril en Paraguay
En 1856 se iniciaron los estudios para la extensión de una línea ferroviaria desde Asunción hasta Paraguarí, cuyo primer tramo entró en funcionamiento en 1861. Luego de la Guerra de la Triple Alianza con la concesión de la empresa a manos inglesas, el servicio se extendió hasta Villarrica y en 1913 llegó a Encarnación.

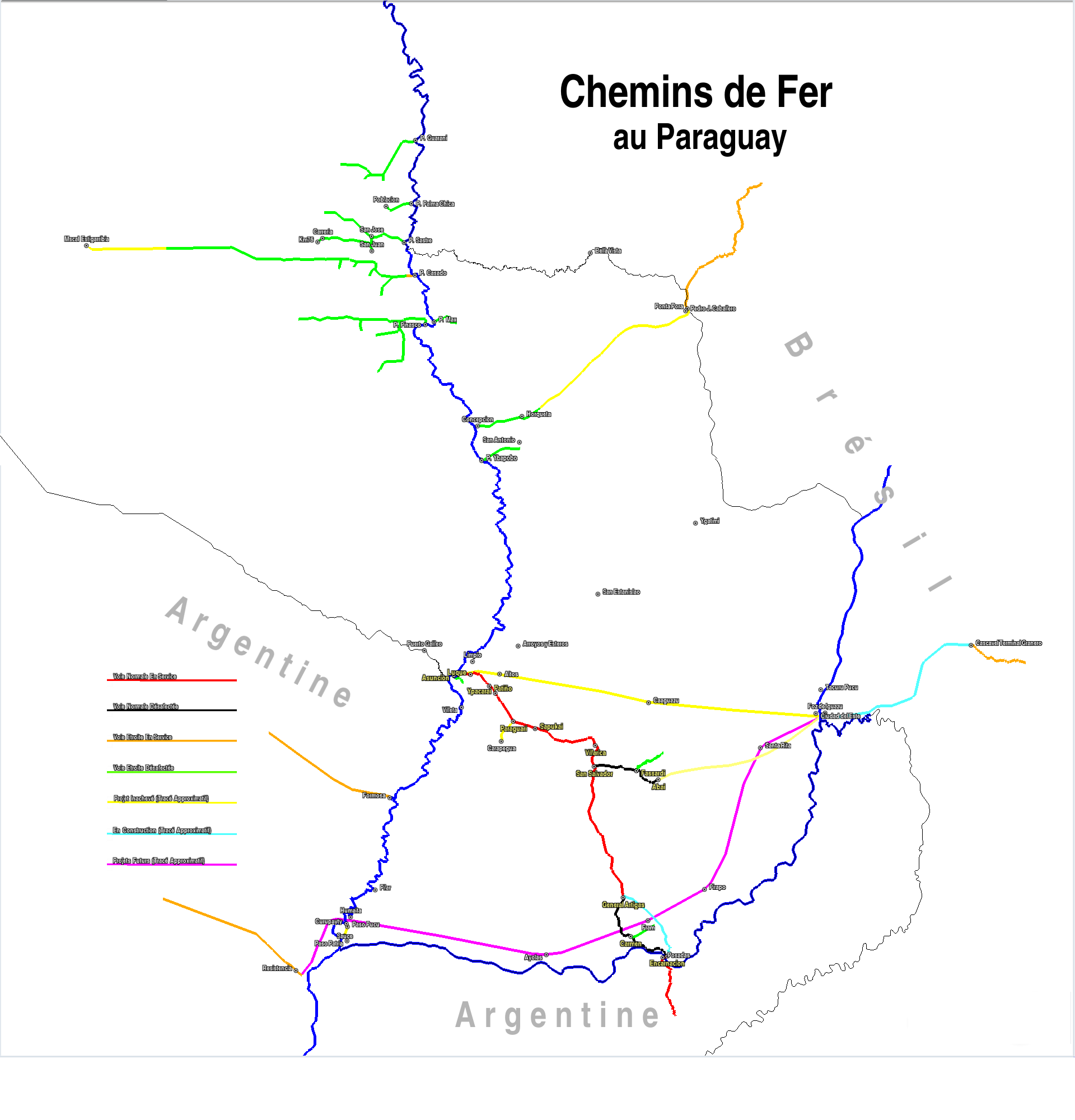
Mapa de los ferrocarriles en Paraguay

## Antecedentes: el tren en América
Los inicios del ferrocarril en América se remontan al año 1831, cuando en el pequeño pueblo estadounidense de Albany hizo su aparición el primer servicio de trenes de vapor. El 9 de agosto de ese año, con una primitiva máquina denominada “Bull”, traída de Inglaterra, se realizó el primer recorrido de esta locomotora, que solo conducía tres pequeños carros con capacidad para seis pasajeros cada uno. Recién 36 años después, el 23 de octubre de 1867, se efectuaría la inauguración del gran ferrocarril de San Francisco a Nueva York, conocido con el nombre de "Unión Pacific Road".
Después, fue España en su entonces provincia de Cuba el segundo país en este continente en tener un ferrocarril. En 1834, se abrieron los trabajos de construcción de una línea que uniera las ciudades de La Habana- Guines (o Unión) en una extensión de 88 millas, que figura inaugurada 4 años después, en 1838.
El primer tren de pasajeros y carga en Sudamérica resulta ser el que corrió de Lima al Puerto del Callao, en el Perú, que ingresó atravesando una puerta especial de la vieja muralla colonial de Lima, el 17 de mayo de 1851, después que había ya servido por tramos con meses de antelación después del inicio de las obras. Se adelantó en siete meses al de Chile que corrió de Caldera a Copiapó por vez primera el 25 de diciembre de 1851. La locomotora Callao hizo su entrada inaugural, el 5 de abril de 1851, fecha que se inicia el servicio comercial efectivo, en la estación de San Juan de Dios en la ciudad de Lima. Era la “Callao” una de las tres máquinas fabricadas en Inglaterra por encargo del Perú, en los talleres de los Stephenson, del modelo 2-4-0.
El segundo lugar correspondió a Chile con la línea férrea de Caldera a Copiapó, cuya construcción estuvo dirigida por el ingeniero norteamericano William Wheelwright.
Wheelwright entró a Valparaíso el 15 de octubre de 1840 conduciendo los vapores “Chile” y “Perú”, que fueron de los primeros en llegar al Pacífico, y a comienzos de 1842 explotaba por primera vez la mina de carbón de piedra de Talcahuano. 
En Argentina, se inauguró el 30 de agosto de 1857 la línea inicial del ferrocarril del oeste, que fue la primera extensión ferroviaria que conoció este país.
El 22 de febrero de 1862 se iniciaron los trabajos para una conexión férrea entre Buenos Aires y la Ensenada, cuyo contratista fue asimismo el ingeniero Wheelwright, quien personalmente dio los primeros golpes de azada.
Fue el mismo ingeniero quien dirigió la construcción del ferrocarril Central Argentino destinado a unir Rosario con Córdoba, cuyos trabajos inaugurales fueron solemnizados con grandes festividades el 20 de abril de 1863.
En el Paraguay las iniciativas del primer ferrocarril datan de 1856, aunque recién 5 años después el primer tren hizo su aparición. El 14 de junio de 1861 se hizo el primer paseo en el ramal urbano desde la estación hasta el puerto, por lo que puede considerarse al tren paraguayo como uno de los primeros en funcionar en el continente sudamericano.
En Puerto Rico, el Ferrocarril de Circunvalación de Puerto Rico fue una línea férrea de trocha métrica y vía única que unió las ciudades de San Juan y Ponce a lo largo de las costas norte, oeste y sur de Puerto Rico. Los servicios se inauguraron a principios de 1891. Estuvo íntimamente vinculado a la industria azucarera y durante la primera mitad del siglo XX fue una pieza clave de la infraestructura de la Isla, posibilitando el transporte de caña de azúcar, azúcar, correo, pasajeros y carga general.

## Un proyecto sobre rieles
Las iniciativas de construcción de una línea ferroviaria en el Paraguay se dieron en 1854 cuando el presidente de la República, Carlos Antonio López, contrató ingenieros ingleses, entre ellos George Paddison y John William Whitehead, que tuvieron a su cargo la realización de los estudios preliminares y el proyecto para la habilitación de la primera línea ferroviaria desde Asunción hasta Villarica, 
Ese mismo año estando en Europa, Francisco Solano Lopéz nombró como ingenieros consultores para la compra de materiales a los hermanos John y Alfred Blyth.
Desde entonces el ferrocarril se identificó con los planes de crecimiento del Paraguay. En 1856 el presidente de la República contrató a más ingenieros ingleses para la construcción de las primeras líneas. La dirección de la obra estuvo a cargo del ingeniero George Paddison, secundado por los ingenieros George Thompson, Evil P. Burnell y Henry Valpy, quienes trabajaron con los planos e instrucciones impartidas por el ingeniero John Whitehead, que fue contratado como jefe de los Arsenales y era el asesor técnico del Gobierno de Don Carlos A. López, los que proyectaron el trazado adoptando la trocha ancha.
Con estos técnicos extranjeros trabajaron en el ferrocarril personales del ejército, llamados zapadores, como el teniente coronel José María Bruguez, el mayor Juan de la Cruz Estigarribia, el teniente Elizardo Aquino, el capitán Francisco Fernández entre otros, Oficiales que anteriormente trabajaron con mucha eficiencia en las fundiciones de Ybycui. Los mismos se encargaron de realizar los trabajos de tendido de vías, desmontes y terraplenado con la ayuda de los soldados-obreros.
Igualmente prestaron muy buen servicio en los departamentos de Talleres y Tracción, jóvenes paraguayos educados en Europa entre los que se destacaron Gregorio Almidón, Tomas Astigarraba, Juan Jiménez y Escolástico Ramos, los mismos se encargaron de las obras de arte.
“El proyecto original decretado por Don Carlos A. López, establecía la construcción de una línea férrea entre Asunción y Villarrica”.
El 24 de marzo de 1856 se envió por barco a Inglaterra la suma de 50.000 libras, para que los Blyth pudiesen comprar lo necesario para la construcción de 17 ligas de ferrocarril: vagones, rieles, planchadas de acero, asientos, etc., en un tramo desde Asunción hasta Paraguari. Sobre la base de los modelos incorporados y materiales locales, el Arsenal de Marina procedía al mismo tiempo a construir coches, vagones y material accesorio para las estaciones.
Las obras comenzaron en 1857, donde en junio de ese año se habilitó un tramo que partía desde los arsenales hasta el murallón de la ribera, en las cercanías del puerto de Asunción y que en 1859 llegaba hasta la plaza San Francisco, hoy Plaza Uruguaya, transportando los materiales para la construcción del ferrocarril y la Estación Central. 
En junio de 1861 se inaugura el primer tramo desde la estación central de Asunción hasta el barrio Trinidad y seis meses después ya se inauguraba además una extensión de las líneas del ferrocarril hasta la ciudad de Luque.
La extensión fue inaugurada el 25 de diciembre y, según una crónica de El Semanario, constituyó un motivo de festejo. “Las locomotivas han estado funcionando desde las cinco de la mañana hasta las doce de la noche, habiendo habido precisión de enganchar trenes extraordinarios para poder conducir la muchedumbre que acudía no solamente a Luque sino al punto intermedio de Trinidad. En Luque hubo juego de sortija, baila y mascaradas, y Trinidad una gran corrida de toros”, el periódico se refería en sus páginas.
Al promediar 1862, las vías se extendieron hasta la población de Areguá.
Cuando Francisco Solano López inauguró el ferrocarril paraguayo, el paraguayo no hace más que integrarse a la nueva tecnología de comunicaciones que ya había hecho su impacto en otros países de Sudamérica. El transporte por vía férrea, tanto en términos de costos como de tiempo, constituía toda un revolución económica, y sobre su expansión habría de consolidar naciones e imperios, pero el Paraguay había resultado derrotado y desolado por la Guerra contra la Triple Alianza y en los primeros años de posguerra el ferrocarril central, que llegaba hasta Paraguarí, pasó alternativamente de manos estatales a manos privadas. Durante la guerra, la estación fue habilitada como hospital de sangre.
En fecha 10 de enero de 1886, el Gobierno del Gral. Bernardino Caballero firma un convenio de compra con la Sociedad Travasso Patri y Cia. del ferrocarril, en la suma de 1.200.000, pesos oro, recuperando de esta manera el legado de los López .
Este convenio es aprobado por Ley del 5 de marzo de 1886. En esta Ley se crean los recursos necesarios para el pago y amortización de los títulos cuya liquidación queda a cargo de la Junta de Deuda Pública. En el convenio mencionado se autoriza a la Sociedad Travasso y Cia. a fundar y operar el Banco de Comercio.
Por Ley del 19 de agosto de 1886, se autoriza al Poder Ejecutivo a realizar por cuenta de la Nación, la construcción del ferrocarril de Paraguari a Villarrica.
Basándose en esa autorización, el 24 de septiembre de 1886 se firma con el Sr. Patri el contrato de construcción en la suma de 280.000. libras, en ese precio se incluía la construcción de 6 estaciones, telégrafos y del siguiente material rodante: 04 locomotoras, 20 vagones tapados, 40 vagones de mesa, 05 vagones cajón, 02 coches salón, 04 coches de 1° clase, 08 coches de 2° clase, 12 coches de 3° clase
En el año 1887 el Gobierno de Patricio Escobar autoriza la venta del ferrocarril desde Asunción hasta Villarica.
Por Ley de fecha 22 de septiembre de ese año, se autorizó al Dr. Guillermo Stewart las negociaciones del ferrocarril; las gestiones culminaron con la formación de la Sociedad “The Paraguay Central Raillway Co. Ltda.”(PCRC) o Ferrocarril Central del Paraguay (FCCP).Consorcio formado en Inglaterra para su adquisición y explotación.
Los estatutos de la compañía (FCCP) registrada el 5 de febrero de 1889 en Inglaterra, fueron protocolizados con fecha 11 de junio de 1889 en el Paraguay. La primera Asamblea de la Compañía se llevó a cabo el 30 de mayo de 1889.
El 12 de junio de 1889, el estado y la compañía inglesa firmaron el contrato de compra - venta, entregando la venta real y enajenación perpetua del ferrocarril nacional de Asunción a Villarrica, concediéndole la perpetuidad de manera irrevocable para que tome posesión del ferrocarril y sus dependencias, lo goce y lo explote como verdadera propietaria.
La concesión originó la firma de los siguientes contratos: 1°) entre la República del Paraguay y el Dr. Guillermo Stewart, dos contratos con fecha 28 de octubre de 1887 y 24 de julio de 1888. 2°) Mas un contrato entre el Dr. Stewart y Mr. Perry Cutbil de Lungo y Cia., con fecha 15 de febrero de 1889.
El contrato de la ampliación de la red ferroviaria de fecha 27 de abril de 1889, firmado entre la Rca. del Paraguay, la Empresa Paraguay Central Raillway Co. Ltda. y la Firma Perry Cutbill De Lungo y Cía., originó dos contratos con Morton, Rose y Cía., 1°) uno para la emisión y colocación de las acciones y debentures (accionistas) de la Cia. 2°) y el otro asegurando el pago de los intereses de las acciones ordinarias por el contratista de la obra durante la construcción; ambos firmados en fecha 27 de abril de 1889.
Se pagó a la compañía constructora, por los 100 km de vía, la suma de 9.621 libras por km., incluyendo el material rodante y la construcción de varias estaciones, a un costo aproximado de 1.300 libras por km.
Se nota como se verá en la nominación de las siguientes locomotoras, la acertada tendencia de designar a cada locomotora con el nombre de una estación, salvo algunas excepciones, en el año 1889, en que fueron nominadas las siguientes: “Gral. Escobar”, “Gral. Caballero” cuyas estaciones se encuentran inmediatas al pueblo de Sapucai, así mismo la máquina “Villarrica” y “Progreso,” que han sido recibidas en ese mismo año. Dichas locomotoras fueron fabricadas en Alemania por la firma Krupp y vendidas a Rusia, luego retiradas por Inglaterra como indemnización de la Guerra de Crimea y finalmente enviada a este país para la prolongación de la línea férrea hasta Villa Rica.
El capital originado de 482.930 libras en acciones ordinarias y 10 000 libras en debentures al 5% de interés, se suscribió íntegramente, basado en el informe que los ingenieros Burnell y Valpy que dieron sobre las posibilidades de desarrollo del país, y los resultados económicos que daría la explotación de la línea férrea que prolongada hasta Encarnación sería un nexo con el mar, a través del Brasil por Río Grande do Sul, y que conectaría Asunción con Montevideo y Buenos Aires. 
Destacaba que las entradas brutas del ferrocarril entre Asunción y Paraguari, habían aumentado de 237 libras a 536 libras por milla, en el periodo de 1883 a 1887. Y estimaba que una vez que se librara al tráfico en toda su extensión las entradas brutas serían del orden de 1000 libras por milla de vía, lo que daría un resultado de 114.000.libras por año con un coeficiente de explotación de 50%.
El Ferrocarril comenzó a operar hasta Ybytymi el 12 de junio de 1889 y el primer convoy de pasajeros llegó a Villarrica el 25 de diciembre de 1889.
En 1909, el ferrocarril central es adquirido por la compañía estadounidense Farquhar y al año siguiente se inician los trabajos de ampliación de la vía férrea de Villarrica a Encarnación, llegando a esta última en 1913 y conectando con el sistema argentino hasta Buenos Aires.
En 1914 se inicia el ramal a Abai dentro del proyecto ferroviario al Brasil, que queda truncado años más tarde.

## La estación San Francisco
De los edificios públicos que se terminaron antes de la guerra del 70, los más notables son el Palacio de Gobierno y la estación de ferrocarril, que siguen siendo hasta ahora verdaderos ornatos de la ciudad de Asunción.
La denominación original de estación central fue “Estación San Francisco”, aunque también era conocida en sus primeras épocas como: “Plaza San Francisco”.
Si en la actualidad el edificio llama la atención por sus proporciones arquitectónicas y las bellezas de sus líneas, con mayor razón tenían que destacarse en el tiempo en que fue edificada. Su construcción se debe al arquitecto inglés Alonso Taylor, apodado “Picapedrero”, el mismo que junto al arquitecto Raviza comandaron la construcción del palacio de Gobierno. Taylor llegó directamente de Europa en el vapor nacional Río Blanco el 6 de mayo de 1859.
En las publicaciones locales de la época se hallan frecuentes referencias a la "estación San Francisco". En 1863, El Seminario se refería así a los avances de la obra: “Sigue adelantando a gran escala la obra magna, que pronto llegará a su término y este hermoso edificio será considerado uno de los monumentos que caracterizan la época de nuestra actualidad”.
El 30 de julio de ese mismo año, el mismo periódico describe un gran baile que tuvo lugar en el salón principal de la estación, ofrecido por los jefes y oficiales del 24 de julio, en conmemoración con el cumpleaños del presidente de la República.

## Cronología
| Año  | Acontecimiento |
| ---- | --- |
| 1856 | El Gobierno de Carlos A. López, hace una entrega de 200.000 pesos a los ingenieros de Londres, para la compra de materiales para la construcción de tramos ferroviarios que unirá Asunción y Paraguarí. |
| 1858 | Llega al país el Ing. inglés George Paddison, residente contratado por el Gobierno para la realización del Proyecto. |
| 1860 | El Gobierno de López envía unos 120.000 pesos a los ingenieros ingleses para la construcción de maquinarías. |
| 1861 | Se inaugura el servicio Ferroviario desde la Estación San Francisco (Central), hasta Trinidad (actual Jardín Botánico). En diciembre se inicia los viajes hasta Luque. |
| 1862 | Se inaugura la Estación en Aregua, |
| 1864 | Agosto: se habilita el servicio hasta Cerro León, hasta la estación de Pirayú |
| 1865 | Se suspende el servicio a raíz de la Guerra de la Triple Alianza. |
| 1869 | El ejército Paraguayo desmantela las vías del ferrocarril que habían quedado destruidas. Vagones y locomotoras son trasladados a Buenos Aires por el ejército Argentino. |
| 1870 | El gobierno del Brasil, reparó varios de los tramos y maquinarías del ferrocarril. Facturado en unos 20.000 dólares al gobierno Paraguayo. A partir de este momento el servicio ferroviario pudo funcionar precariamente. |
| 1876 | El gobierno autorizó la venta del ferrocarril a Luis Patri, ganadero italiano que en ese momento era uno de los capitalistas más ricos del Paraguay. El monto percibido por la venta es utilizado para pagar la deuda con Brasil por el suministro de materiales. |
| 1886 | El Gobierno de Bernardino Caballero compró nuevamente la empresa ferrocarrilera. En agosto se autoriza de la contratación de la empresa Patri para la prosecución de la obra entre Paraguari y Villarrica. Se adquieren 4 nuevas locomotoras y 91 vagones de pasajeros y carga. |
| 1887 | El gobierno de Patricio Escobar, autoriza la venta del ferrocarril a la transnacional inglesa “The Paraguay Central Railway Co.” (P.C.R.C.) Comienza la construcción de estaciones en: Sapucai, Caballero Ybytymi, Tebicuary y Félix P. Cardozo. |
| 1889 | El 25 de diciembre el ferrocarril llega a la ciudad de Villarrica. |
| 1907 | El gobierno renuncia a sus acciones, quedando la compañía inglesa como única propietaria de la empresa. |
| 1909 | Percival Farquhar, estadounidense adquiere casi la totalidad del P.C.R.C. |
| 1910 | El Gobierno Argentino suscribe acciones por valor de 220.000 libras para la prosecución de la construcción de la línea férrea desde Villarrica hasta Encarnación. |
| 1913 | El ferrocarril llega a Encarnación y se habilita la conexión vía ferry boat con el ferrocarril argentino llegando a Buenos Aires. |
| 1914 | Se inaugura el primer tramo de proyecto de ramal al Brasil, entrando en servicio entre Borja, San Salvador y Charará. |
| 1915 | Se amplia el ramal hasta Abaí. |
| 1959 | La compañía realiza un paro del servicio, y el gobierno obliga a mantenerlo, haciéndose cargo del déficit presupuestario. |
| 1961 | El gobierno paraguayo compra el ferrocarril y todos sus bienes en 200.000 libras esterlinas. El Ministerio de Obras Públicas se hace cargo de la administración de la Empresa y se inicia los trámites legales para la conformación de un ente autárquico, sistema que administra hasta hoy la empresa ferrocarrilera. |
| 1999 | Las locomotoras con sus respectivos vagones dejan de funcionar como servicio suburbano de pasajeros cuyos últimos clientes mayoritarios eran estudiantes de los colegios tradicionales capitalinos siendo así el último tren suburbano con locomotoras a vapor de toda Sudamérica |
| 2000 | Se promulgó una ley que derogó otra, y declaró al Ferrocarril Central del Paraguay Carlos Antonio López (FCPCAL) entidad pública sujeta a reforma y transformación siendo así intervenido el ente de dicho servicio. |
| 2002 | El gobierno de la República del Paraguay, presidido por el entonces mandatario Luis González Macchi, promulgó un decreto el cual estableció la creación de la Compañía Ferrocarriles del Paraguay S.A. regida con las normas pertinentes del derecho privado, siendo el estado el principal accionista con miras a su privatización por alguna empresa. interesada. En ese lapso de tiempo fueron indemnizados cerca de seiscientos funcionarios, y fueron recontratados ochenta quedando la compañía con un activo cero |
| 2005 | Se presenta un proyecto de reactivación por parte de tres empresas británicas interesadas en la explotación de la ruta del actual compañía Ferrocarril del Paraguay S.A. (FEPASA). Ellas fueron las empresas Orient Express (con experiencia en Perú) y The Scottish Railway Preservation, cuyos proyectos eran con fines turísticos y recreativos; mientras que la empresa del Grupo Thompson se interesa por la explotación del servicio de cargas y fletes.                                                           |